# Сули Монтеро
Клара Сули Монтеро (на испански: Clara Zully Montero) е кубинска актриса известна с блестящите си отрицателни роли в множество теленовели. В България е известна с продукции като „Вдовицата в бяло“, „Жестока любов“, „Призракът на Елена“, „Лицето на другата“ и др.

## Биография
Сули Монтеро е родена на 25 януари, 1944 г. в Хавана, Куба. Има три дъщери. В себе си най-много харесва очите си и най-малко целулита. Не понася лъжците. Споделя, че повече обича да се превъплъщава в злодейки, защото именно те правят сюжета на една теленовела по интересен. В живота обаче е добра и мила жена.

## Кариера
Кариерата ѝ започва в Маями през 1990 г. с роля в теленовелата „El Magnate“. Участва в теленовели в Перу като „Cosas del amor“ и „Estrellita“. Въпреки многото теленовели с нейно участие в Перу и Мексико, като „Aguamarina“, „Maria Celina“, „Senora Tentacion“, „Гуадалупе“ и „Мариелена“, международната ѝ слава идва с компания Телемундо. Първата ѝ роля за компанията е през 2002 г. в теленовелата, снимана в Бразилия - „Vale Todo“. През 2004 г. Кико Оливиери ѝ предлага роля в теленовелата „Осъдена“ с Габриела Спаник и Маурисио Ислас, където играе злодейка. През 2005 г. следва роля в теленовелата на Телевиса - „Пробуждане“, където си партнира с Лусеро и Фернандо Колунга. Участва в римейка на Вдовицата в бяло през 2006/07 г. където изпълнява ролята на доня Перфекта, вдовицата на Бланко. Там отново играе злодейка. Остава в Маями, за да се снима за пореден път като злодейка в теленовелата „Купена любов“ заедно с Елизабет Гутиерес, Хосе Анхел Ямас, Марджори де Соуса и др. Следват отрицателни роли в продукции като „Лицето на другата“, „Жестока любов“ и положителна двойна роля в „Призракът на Елена“. Последната ѝ роля ще бъде в най-новата продукция на Телемундо - „Света дяволица“, заедно с Габи Еспино, Аарон Диас, Химена Дуке и Карлос Понсе. Снима се още в телевизията и играе в театъра.

## Филмография

### Теленовели
- Света дяволица (Santa Diabla) (2013) – Ортенсия де Сантана
- Росарио (Rosario) (2013) – Рехина Монталбан
- Жестока любов (Perro amor) (2010) – доня Сесилия Брандо
- Аурора (Aurora) (2010/11) – Каталина Кинтана де Милер
- Призракът на Елена (El Fantasma de Elena) (2010) – Маргот Ускатеги/Рут Мерчан (La Reina)
- Лицето на другата (El Rostro de Analia) (2008) – Кармен Родригес де Андраде
- Купена любов (Amor comprado) (2007/08) – Хертрудис де ла Фуенте
- Вдовицата в бяло (La viuda de Blanco) (2006/07) – доня Перфекта Албарасин
- Пробуждане (Alborada) (2005) – Аделайда де Гусман
- Осъдена (Prisionera) (2004) – Росалия Риобуено, вдовица на Монкадо
- На всяка цена (Vale todo) (2002) – Лукресия Ройтман
- Звездичка (Estrellita) (2000) – Рут Джонсън
- Любовни дела (Cosas del Amor) (1998) – Мерседес Кастро-Иглесиас де Мартикорена
- Аквамарин (Aquamarin) (1998) – доня Аугуста Калатрава
- Мария Селина (Maria Celina) (1997) – Исаура Кинтеро
- Госпожа съблазън (Senora tentacion) (1995) – Марлене
- Гуадалупе (Guadalupe) (1994) – Луиса Самбрано
- Мариелена (Marielena) (1993) – Клаудия Сандовал
- Магнатът (El Magnate) (1990) – Антония

### Филми
- Full Grown Men (2006) – Тея
- El Milagro de Coromoto (2005)
- Corte Tropical (1992) – Глория
- Cape Fear (1991) – Грасиела
- El Super (1979) – Аурелия
- La Noche y el Alba (1958)

### Театър
- O.K. (2007) – Мина
- El Hombre Que Vino del Mar (2006) – Клаудия
- Los Proceres (2005)
- El Dulce Pajaro de la Juventud (2003) – принцеса Космонополис
- Cuba Libre a $2.50 – Каймана
- La Casa de Bernarda Alba – Бернарда
- Rosas de Dos Aromas – Габриела
- El Huevo del Gallo – Глория
- Fuente Ovejuna – кралица Исабел
- Romeo y Julieta – лейди Капулето